# Llista de topònims de Vila-seca
Llista de topònims (noms propis de lloc) del municipi de Vila-seca, al Tarragonès
Informació actualitzada per un bot. Els canvis manuals es perdran quan s'actualitzi!

## entitat singular de població
| imatge | Nom       | Ubicat a  | instància de                                   | Detalls   | coordenades                                                       | Protecció | Commons (més fotos)   | Dades a WD                    |
| ------ | --------- | --------- | ---------------------------------------------- | --------- | ----------------------------------------------------------------- | --------- | --------------------- | ----------------------------- |
|        | Vila-seca | Vila-seca | entitat singular de població capital municipal | 19050 hab | 41° 06′ 40″ N, 1° 08′ 52″ E / 41.11118°N,1.14764°E 43 msnm        |           |                       | Modifica les dades a Wikidata |
|        | la Pineda | Vila-seca | entitat singular de població                   | 4204 hab  | 41° 04′ 26″ N, 1° 10′ 43″ E / 41.07401389°N,1.17868889°E 126 msnm |           | La Pineda (Vila-seca) | Modifica les dades a Wikidata |
|        | la Plana  | Vila-seca | entitat singular de població                   | 807 hab   | 41° 07′ 47″ N, 1° 07′ 38″ E / 41.1298°N,1.12727°E 71 msnm         |           |                       | Modifica les dades a Wikidata |

## església
| imatge | Nom                                  | Ubicat a  | instància de              | Detalls                                                  | coordenades                                                                            | Protecció                                            | Commons (més fotos)                   | Dades a WD                    |
| ------ | ------------------------------------ | --------- | ------------------------- | -------------------------------------------------------- | -------------------------------------------------------------------------------------- | ---------------------------------------------------- | ------------------------------------- | ----------------------------- |
|        | Sant Esteve de Vila-seca             | Vila-seca | església                  | Estil: arquitectura barroca arquitectura del Renaixement | 41° 06′ 40″ N, 1° 08′ 42″ E / 41.111°N,1.14497°E                                       | bé cultural d'interès local                          | Sant Esteve de Vila-seca              | Modifica les dades a Wikidata |
|        | Torre de la Mare de Déu de la Pineda | Vila-seca | església torre de defensa | 16th century                                             | 41° 05′ 46″ N, 1° 10′ 14″ E / 41.0961°N,1.17064°E ca:Carretera TV-3148, km 1,5 11 msnm | bé d'interès cultural bé cultural d'interès nacional | Ermita de la Mare de Déu de la Pineda | Modifica les dades a Wikidata |

## granja
| imatge | Nom               | Ubicat a  | instància de | Detalls | coordenades                                                         | Protecció | Commons (més fotos) | Dades a WD                    |
| ------ | ----------------- | --------- | ------------ | ------- | ------------------------------------------------------------------- | --------- | ------------------- | ----------------------------- |
|        | Granja Fontgibell | Vila-seca | granja       |         | 41° 06′ 01″ N, 1° 07′ 28″ E / 41.1001514884179°N,1.12438446322029°E |           |                     | Modifica les dades a Wikidata |
|        | Granja Julià      | Vila-seca | granja       |         | 41° 07′ 12″ N, 1° 07′ 44″ E / 41.1199767258245°N,1.12881075033257°E |           |                     | Modifica les dades a Wikidata |
|        | Granja Marc       | Vila-seca | granja       |         | 41° 05′ 44″ N, 1° 07′ 20″ E / 41.0955662598263°N,1.12214549915602°E |           |                     | Modifica les dades a Wikidata |
|        | Granja Martorell  | Vila-seca | granja       |         | 41° 06′ 16″ N, 1° 08′ 29″ E / 41.1045719944184°N,1.14147814028878°E |           |                     | Modifica les dades a Wikidata |

## jaciment arqueològic
| imatge | Nom                            | Ubicat a  | instància de                        | Detalls | coordenades                                          | Protecció                                  | Commons (més fotos) | Dades a WD                    |
| ------ | ------------------------------ | --------- | ----------------------------------- | ------- | ---------------------------------------------------- | ------------------------------------------ | ------------------- | ----------------------------- |
|        | Roman thermae of Mas d'en Gras | Vila-seca | jaciment arqueològic termes romanes |         |                                                      |                                            |                     | Modifica les dades a Wikidata |
|        | vil·la romana de la Pineda     | Vila-seca | jaciment arqueològic                |         | 41° 05′ 26″ N, 1° 11′ 23″ E / 41.090634°N,1.189705°E | bé integrant del patrimoni cultural català |                     | Modifica les dades a Wikidata |

## masia
| imatge | Nom                     | Ubicat a  | instància de  | Detalls | coordenades                                                         | Protecció | Commons (més fotos) | Dades a WD                    |
| ------ | ----------------------- | --------- | ------------- | ------- | ------------------------------------------------------------------- | --------- | ------------------- | ----------------------------- |
|        | Mas Blanc               | Vila-seca | masia         |         | 41° 05′ 57″ N, 1° 06′ 21″ E / 41.0990444016157°N,1.10572143431712°E |           |                     | Modifica les dades a Wikidata |
|        | Mas Borrull             | Vila-seca | masia         |         | 41° 05′ 59″ N, 1° 06′ 18″ E / 41.0997245264796°N,1.10490408672545°E |           |                     | Modifica les dades a Wikidata |
|        | Mas Cavaller            | Vila-seca | masia         |         | 41° 05′ 42″ N, 1° 07′ 21″ E / 41.0949504684082°N,1.1224964267402°E  |           |                     | Modifica les dades a Wikidata |
|        | Mas d'Albert            | Vila-seca | masia         |         | 41° 05′ 48″ N, 1° 08′ 49″ E / 41.0966537388256°N,1.14702382119811°E |           |                     | Modifica les dades a Wikidata |
|        | Mas d'en Gil            | Vila-seca | masia         |         | 41° 07′ 06″ N, 1° 08′ 03″ E / 41.1182087815998°N,1.1342089399834°E  |           |                     | Modifica les dades a Wikidata |
|        | Mas d'en Just           | Vila-seca | masia         |         | 41° 07′ 48″ N, 1° 07′ 24″ E / 41.1300553335523°N,1.12323497252801°E |           |                     | Modifica les dades a Wikidata |
|        | Mas de Blasi            | Vila-seca | masia edifici |         | 41° 06′ 28″ N, 1° 06′ 26″ E / 41.107691134802°N,1.10734256271301°E  |           |                     | Modifica les dades a Wikidata |
|        | Mas de Fontana          | Vila-seca | masia         |         | 41° 05′ 59″ N, 1° 07′ 18″ E / 41.0997935118031°N,1.12176309545632°E |           |                     | Modifica les dades a Wikidata |
|        | Mas de Guardiola        | Vila-seca | masia         |         | 41° 05′ 33″ N, 1° 10′ 50″ E / 41.0925332023132°N,1.18066754423313°E |           |                     | Modifica les dades a Wikidata |
|        | Mas de Larrard Nou      | Vila-seca | masia         |         | 41° 07′ 45″ N, 1° 08′ 14″ E / 41.129229496861°N,1.13727990624033°E  |           |                     | Modifica les dades a Wikidata |
|        | Mas de Mata             | Vila-seca | masia         |         | 41° 07′ 42″ N, 1° 07′ 35″ E / 41.1282980369903°N,1.12650147952298°E |           |                     | Modifica les dades a Wikidata |
|        | Mas de Puig             | Vila-seca | masia         |         | 41° 06′ 30″ N, 1° 06′ 21″ E / 41.1082708634004°N,1.10589682883126°E |           |                     | Modifica les dades a Wikidata |
|        | Mas de Ramon            | Vila-seca | masia         |         | 41° 05′ 34″ N, 1° 05′ 43″ E / 41.0928182450865°N,1.09522048362847°E |           |                     | Modifica les dades a Wikidata |
|        | Mas de Tarragó          | Vila-seca | masia         |         | 41° 07′ 40″ N, 1° 07′ 44″ E / 41.1276609313541°N,1.12886637765963°E |           |                     | Modifica les dades a Wikidata |
|        | Mas de Vinyau           | Vila-seca | masia         |         | 41° 06′ 28″ N, 1° 05′ 56″ E / 41.1077231999627°N,1.09889822794949°E |           |                     | Modifica les dades a Wikidata |
|        | Mas de l'Esquerret      | Vila-seca | masia         |         | 41° 05′ 03″ N, 1° 10′ 10″ E / 41.0842496044797°N,1.16950327105877°E |           |                     | Modifica les dades a Wikidata |
|        | Mas de la Senyora Tuies | Vila-seca | masia         |         | 41° 05′ 48″ N, 1° 07′ 58″ E / 41.0967847717664°N,1.13282703980676°E |           |                     | Modifica les dades a Wikidata |
|        | Mas del Barber          | Vila-seca | masia         |         | 41° 07′ 26″ N, 1° 07′ 34″ E / 41.1240041769968°N,1.12611143665922°E |           |                     | Modifica les dades a Wikidata |
|        | Mas del Gual            | Vila-seca | masia         |         | 41° 05′ 48″ N, 1° 06′ 19″ E / 41.0965857564286°N,1.10519674897198°E |           |                     | Modifica les dades a Wikidata |
|        | Mas del Juma            | Vila-seca | masia         |         | 41° 06′ 32″ N, 1° 06′ 33″ E / 41.1087583650628°N,1.10925308846228°E |           |                     | Modifica les dades a Wikidata |
|        | Mas del Parici          | Vila-seca | masia         |         | 41° 06′ 47″ N, 1° 06′ 02″ E / 41.1129576311921°N,1.10060511346247°E |           |                     | Modifica les dades a Wikidata |
|        | Mas del Senyor Andreu   | Vila-seca | masia         |         | 41° 07′ 07″ N, 1° 08′ 25″ E / 41.1186778512299°N,1.14037741930108°E |           |                     | Modifica les dades a Wikidata |
|        | Mas del Tassis          | Vila-seca | masia         |         | 41° 07′ 15″ N, 1° 07′ 39″ E / 41.1207758958238°N,1.12754927016221°E |           |                     | Modifica les dades a Wikidata |
|        | Mas del Tàpies          | Vila-seca | masia         |         | 41° 06′ 58″ N, 1° 07′ 37″ E / 41.116037971074°N,1.12699315441589°E  |           |                     | Modifica les dades a Wikidata |
|        | Mas del Xano            | Vila-seca | masia         |         | 41° 05′ 52″ N, 1° 07′ 50″ E / 41.097814889078°N,1.1305862880107°E   |           |                     | Modifica les dades a Wikidata |
|        | Torre Rodona            | Vila-seca | masia         |         | 41° 05′ 34″ N, 1° 05′ 45″ E / 41.092801074256°N,1.09581628973228°E  |           |                     | Modifica les dades a Wikidata |
|        | Torre del Mas de Ramon  | Vila-seca | masia         |         | 41° 05′ 40″ N, 1° 05′ 43″ E / 41.0943863596279°N,1.09527042462906°E |           |                     | Modifica les dades a Wikidata |
|        | Xalet del Gómez         | Vila-seca | masia         |         | 41° 06′ 53″ N, 1° 08′ 10″ E / 41.1147176086791°N,1.13610626794078°E |           |                     | Modifica les dades a Wikidata |

## platja
| imatge | Nom                 | Ubicat a  | instància de                                | Detalls                 | coordenades                                        | Protecció | Commons (més fotos) | Dades a WD                    |
| ------ | ------------------- | --------- | ------------------------------------------- | ----------------------- | -------------------------------------------------- | --------- | ------------------- | ----------------------------- |
|        | platja de la Pineda | Vila-seca | platja platja d'arena daurada platja urbana | Llarg: 2430m Ample: 30m | 41° 04′ 34″ N, 1° 10′ 58″ E / 41.07618°N,1.18286°E |           | Platja de la Pineda | Modifica les dades a Wikidata |
|        | platja del Racó     | Vila-seca | platja                                      |                         | 41° 04′ 00″ N, 1° 11′ 00″ E / 41.06667°N,1.18333°E |           |                     | Modifica les dades a Wikidata |

## torre de defensa
| imatge | Nom                           | Ubicat a  | instància de     | Detalls                                  | coordenades | Protecció                                            | Commons (més fotos)           | Dades a WD                    |
| ------ | ----------------------------- | --------- | ---------------- | ---------------------------------------- | --- | ---------------------------------------------------- | ----------------------------- | ----------------------------- |
|        | Torre d'en Dolça              | Vila-seca | torre de defensa | Estil: arquitectura popular 16th century | 41° 05′ 56″ N, 1° 09′ 36″ E / 41.09888889°N,1.16°E ca:Camí que surt de la carretera TV-3148, km 2 26 msnm                            | bé d'interès cultural bé cultural d'interès nacional | Torre d'en Dolça              | Modifica les dades a Wikidata |
|        | Torre de Ca Cervelló          | Vila-seca | torre de defensa | Estil: arquitectura popular 16th century | 41° 06′ 41″ N, 1° 08′ 45″ E / 41.111373°N,1.145811°E ca:Carrer de Riudoms, 2 - Carrer Major, 11 43 msnm                              | bé d'interès cultural bé cultural d'interès nacional | Torre de Ca Cervelló          | Modifica les dades a Wikidata |
|        | Torre de Ca Poblet            | Vila-seca | torre de defensa | Estil: arquitectura popular 16th century | 41° 06′ 41″ N, 1° 08′ 42″ E / 41.111467°N,1.145079°E ca:Carrer de Riudoms, 22 - Plaça de l' Església, 12 44 msnm                     | bé d'interès cultural bé cultural d'interès nacional | Torre de Ca Poblet            | Modifica les dades a Wikidata |
|        | Torre de Ca l'Estefania Plaza | Vila-seca | torre de defensa | Estil: arquitectura popular 15th century | 41° 06′ 38″ N, 1° 08′ 45″ E / 41.110691°N,1.145955°E ca:Carrer de la Verge de la Pineda, 9 42 msnm                                   | bé d'interès cultural bé cultural d'interès nacional | Torre de Ca l'Estefania Plaza | Modifica les dades a Wikidata |
|        | Torre de Ca la Tuies del Cafè | Vila-seca | torre de defensa | Estil: arquitectura popular              | 41° 06′ 36″ N, 1° 08′ 42″ E / 41.110047°N,1.144863°E ca:Carrer de Sant Antoni, 38 39 msnm                                            | bé d'interès cultural bé cultural d'interès nacional | Torre Tuies del Cafè          | Modifica les dades a Wikidata |
|        | Torre de Casa Malapeira       | Vila-seca | torre de defensa | Estil: arquitectura popular 16th century | 41° 06′ 40″ N, 1° 08′ 47″ E / 41.111092°N,1.146292°E ca:C. Sant Josep, 23 (interior) - Visible des del carrer del Dr. Gibert 42 msnm | bé d'interès cultural bé cultural d'interès nacional | Torre de Casa Malapeira       | Modifica les dades a Wikidata |
|        | Torre de l'Abadia             | Vila-seca | torre de defensa | 17th century                             | 41° 06′ 40″ N, 1° 08′ 44″ E / 41.111115°N,1.145451°E ca:Carrer Major, 1 43 msnm                                                      | bé d'interès cultural bé cultural d'interès nacional | Torre de l'Abadia             | Modifica les dades a Wikidata |
|        | Torre de l'Ardiaca            | Vila-seca | torre de defensa |                                          | 41° 06′ 41″ N, 1° 08′ 41″ E / 41.1113362797173°N,1.14481257147461°E                                                                  |                                                      |                               | Modifica les dades a Wikidata |
|        | Torre de la Ramona            | Vila-seca | torre de defensa | Estil: arquitectura popular 16th century | 41° 06′ 35″ N, 1° 08′ 48″ E / 41.109819°N,1.146656°E ca:Carrer de la Verge de la Pineda, 38-40 40 msnm                               | bé d'interès cultural bé cultural d'interès nacional | Torre de la Ramona            | Modifica les dades a Wikidata |
|        | Torre del Delme               | Vila-seca | torre de defensa | 15th century                             | 41° 06′ 41″ N, 1° 08′ 44″ E / 41.1115°N,1.14562°E ca:Carrer de Riudoms, 8 45 msnm                                                    | bé d'interès cultural bé cultural d'interès nacional | Torre del Delme               | Modifica les dades a Wikidata |
|        | Torre del Portal de Riudoms   | Vila-seca | torre de defensa | Estil: arquitectura popular              | 41° 06′ 42″ N, 1° 08′ 41″ E / 41.111761°N,1.144585°E ca:Carrer de Monterols, 9 - Carrer de les Creus, 8 46 msnm                      | bé d'interès cultural bé cultural d'interès nacional | Portal de Riudoms             | Modifica les dades a Wikidata |
|        | Torre del Virgili             | Vila-seca | torre de defensa | 16th century                             | 41° 05′ 49″ N, 1° 11′ 23″ E / 41.096996°N,1.189717°E ca:Ctra. TV-3146. Partida del Prat d'Albinyana 5 msnm                           | bé d'interès cultural bé cultural d'interès nacional | Torre del Virgili (Vila-seca) | Modifica les dades a Wikidata |
|        | Torres del Mas d'en Ramon     | Vila-seca | torre de defensa |                                          | 41° 05′ 33″ N, 1° 05′ 44″ E / 41.0925°N,1.095556°E                                                                                   | bé d'interès cultural bé cultural d'interès nacional | Torres del Mas d'en Ramon     | Modifica les dades a Wikidata |

## Misc
| imatge | Nom                                 | Ubicat a                                    | instància de                                    | Detalls                                                          | coordenades | Protecció                                            | Commons (més fotos)                      | Dades a WD                    |
| ------ | ----------------------------------- | ------------------------------------------- | ----------------------------------------------- | ---------------------------------------------------------------- | --- | ---------------------------------------------------- | ---------------------------------------- | ----------------------------- |
|        | Casa Josep Ferrer                   | Vila-seca                                   | casa                                            | Estil: arquitectura modernista 1910                              | 41° 06′ 38″ N, 1° 08′ 40″ E / 41.1106°N,1.144526°E ca:carrer de la Font, 14 40 msnm                                                                          |                                                      |                                          | Modifica les dades a Wikidata |
|        | Castell de Vila-seca                | Vila-seca                                   | castell                                         | 15th century                                                     | 41° 06′ 53″ N, 1° 08′ 51″ E / 41.1147°N,1.1476°E ca:Camí del Castell 45 msnm                                                                                 | bé d'interès cultural bé cultural d'interès nacional | El Castell de Vila-seca de Solcina       | Modifica les dades a Wikidata |
|        | Celler del Sindicat Agrícola        | Vila-seca                                   | celler                                          | Estil: noucentisme                                               | 41° 06′ 48″ N, 1° 08′ 52″ E / 41.113396°N,1.147839°E 45 msnm                                                                                                 | bé integrant del patrimoni cultural català           | Celler del Sindicat Agrícola (Vila-seca) | Modifica les dades a Wikidata |
|        | El Faralló                          | Vila-seca                                   | roca                                            |                                                                  | 41° 04′ 03″ N, 1° 10′ 47″ E / 41.06741°N,1.17964°E |                                                      |                                          | Modifica les dades a Wikidata |
|        | Estació de Vila-seca                | Vila-seca                                   | estació de ferrocarril                          |                                                                  | 41° 06′ 46″ N, 1° 09′ 01″ E / 41.112833333333334°N,1.1503333333333332°E                                                                                      |                                                      |                                          | Modifica les dades a Wikidata |
|        | Grup escultòric Marca d'Aigua       | Vila-seca                                   | monument                                        |                                                                  | 41° 03′ 59″ N, 1° 10′ 46″ E / 41.066497802734375°N,1.1793999671936035°E ca:Platja de la Pineda                                                               |                                                      |                                          | Modifica les dades a Wikidata |
|        | Niu de metralladores de la Pineda   | Vila-seca                                   | estructura arquitectònica                       |                                                                  | 41° 04′ 00″ N, 1° 10′ 48″ E / 41.066627502441406°N,1.1801350116729736°E ca:Platja de la Pineda                                                               |                                                      |                                          | Modifica les dades a Wikidata |
|        | Nou Ajuntament de Vila-seca         | Vila-seca                                   | casa consistorial                               | 1994                                                             | 41° 06′ 39″ N, 1° 08′ 41″ E / 41.1109019°N,1.1448092°E ca:Pl. de l'Església, 26 41 msnm                                                                      | bé integrant del patrimoni cultural català           | Town hall of Vila-seca                   | Modifica les dades a Wikidata |
|        | Parc Tecnològic i de Serveis L'Alba | Vila-seca                                   | polígon industrial                              |                                                                  | 41° 07′ 06″ N, 1° 08′ 47″ E / 41.1183428045155°N,1.14641377628832°E                                                                                          |                                                      |                                          | Modifica les dades a Wikidata |
|        | Platja dels Prats de Vila-seca      | Vila-seca                                   | zona humida                                     | Superfície: 16ha                                                 | 41° 05′ 14″ N, 1° 11′ 21″ E / 41.0873°N,1.1893°E |                                                      |                                          | Modifica les dades a Wikidata |
|        | Pont de l'Art                       | Vila-seca                                   | pont                                            |                                                                  | 41° 04′ 30″ N, 1° 10′ 33″ E / 41.0750187831996°N,1.17586570940839°E                                                                                          |                                                      |                                          | Modifica les dades a Wikidata |
|        | PortAventura Caribe Aquatic Park    | Salou Vila-seca                             | parc aquàtic                                    | 2002-06-01                                                       | 41° 05′ 17″ N, 1° 09′ 13″ E / 41.088°N,1.1536°E |                                                      | PortAventura Aquatic Park                | Modifica les dades a Wikidata |
|        | PortAventura Park                   | Salou Vila-seca                             | parc d'atraccions                               | 1995-05-01 Superfície: 52ha                                      | 41° 05′ 16″ N, 1° 09′ 28″ E / 41.087777777778°N,1.1577777777778°E                                                                                            |                                                      | PortAventura Park                        | Modifica les dades a Wikidata |
|        | PortAventura World                  | Salou Vila-seca                             | complex turístic                                | 2002-06-13 Superfície: 119ha                                     | 41° 05′ 05″ N, 1° 09′ 05″ E / 41.084722222222°N,1.1513888888889°E 41° 05′ 12″ N, 1° 09′ 11″ E / 41.0866°N,1.1531°E ca:Avinguda de l’Alcalde Pere Molas, km 2 |                                                      | PortAventura World                       | Modifica les dades a Wikidata |
|        | Portal de Sant Antoni               | Vila-seca                                   | porta de ciutat torre de defensa                | 16th century                                                     | 41° 06′ 37″ N, 1° 08′ 46″ E / 41.110373°N,1.146022°E ca:Carrer dels Màrtirs - Carrer de la Verge de la Pineda 43 msnm                                        | bé d'interès cultural bé cultural d'interès nacional | Portal de Sant Antoni (Vila-seca)        | Modifica les dades a Wikidata |
|        | Séquia Major                        | Vila-seca                                   | séquia                                          | Superfície: 16.86ha                                              | 41° 04′ 48″ N, 1° 10′ 38″ E / 41.0801°N,1.17719°E la Pineda                                                                                                  |                                                      | Séquia Major                             | Modifica les dades a Wikidata |
|        | Torre de Mas Carboners              | Vila-seca                                   | torre de sentinella masia                       | 16th century                                                     | 41° 05′ 41″ N, 1° 10′ 05″ E / 41.094825°N,1.16815°E ca:Ctra. de la Pineda, km 1,5 12 msnm                                                                    | bé d'interès cultural bé cultural d'interès nacional | Mas de Carboners                         | Modifica les dades a Wikidata |
|        | Vilaseca                            | Vila-seca                                   | vèrtex geodèsic                                 | Alt: 1.2m                                                        | 41° 06′ 33″ N, 1° 08′ 36″ E / 41.109273°N,1.143316°E 64.748 msnm                                                                                             |                                                      |                                          | Modifica les dades a Wikidata |
|        | Xiquets de Vila-seca                | Vila-seca                                   | colla castellera                                | 2014                                                             | Vila-seca |                                                      |                                          | Modifica les dades a Wikidata |
|        | barranc de Mascalvó                 | Reus Vila-seca Salou província de Tarragona | curs d'aigua                                    | Desemboca: mar Mediterrània                                      | 41° 07′ 08″ N, 1° 06′ 54″ E / 41.11889°N,1.114987°E |                                                      | Barranc de Mascalvó                      | Modifica les dades a Wikidata |
|        | corral del Jaume Verd               | Vila-seca                                   | cabana                                          |                                                                  | 41° 06′ 54″ N, 1° 08′ 23″ E / 41.115110973651°N,1.13982305333179°E                                                                                           |                                                      |                                          | Modifica les dades a Wikidata |
|        | la Creueta de Genovès               | Vila-seca                                   | creu monumental edifici històric                |                                                                  | 41° 06′ 06″ N, 1° 08′ 08″ E / 41.1017997079851°N,1.13547140310943°E                                                                                          |                                                      |                                          | Modifica les dades a Wikidata |
|        | mar Mediterrània                    |                                             | mar interior mar mediterrani conca hidrogràfica | Superfície: 2500000km² Profunditat: 5267 1541m Volum: 3839000km³ | 38° N, 17° E / 38°N,17°E 0 msnm |                                                      | Mediterranean Sea                        | Modifica les dades a Wikidata |